# The Best Of QuartAumentata
The Best Of QuartAumentata è un album raccolta dei principali successi del gruppo musicale calabrese dei QuartAumentata, pubblicato nel 2015.

## Tracce
1. Bella Balla – 4:03
2. Vai – 3:01
3. Pumadoru A Prunu – 4:25
4. Non Mi Vogghjiu Maritari – 3:40
5. Quandu Amuri È – 3:47
6. Ostinatamente – 3:21
7. La Morte Apparente – 3:26
8. Comu Mi Piaci – 3:33
9. Omini Di Panza – 2:53
10. Santu Nsertu – 4:56
11. Calabria Sona – 3:31
12. U Mundu Balla – 3:31
13. Abballamu Cu Ventu – 3:31